# El hobbit: la desolación de Smaug
El hobbit: la desolación de Smaug (título original en inglés: The Hobbit: The Desolation of Smaug) es la segunda de las tres partes en las que se ha dividido la novela El hobbit, del escritor británico J. R. R. Tolkien, para su adaptación al cine. La idea de realizar la adaptación para la pantalla grande viene desde 1995, cuando Peter Jackson y Fran Walsh rodaban The Frighteners. Tras el rotundo éxito de la trilogía cinematográfica de El Señor de los Anillos (en 2001, 2002, y 2003 respectivamente), Jackson y Walsh volvieron sobre el proyecto de realizar El hobbit, pero esta vez con el director Guillermo del Toro a la cabeza. Tras la quiebra de los estudios MGM, Del Toro se salió del proyecto, y fue acreditado únicamente como guionista.
Peter Jackson se ocupó entonces de la dirección y puso en marcha la película en 2010, comenzando el rodaje el 21 de marzo de 2011.
Del Toro y Jackson ya habían contactado previamente con algunos de los actores que habían interpretado a alguno de los personajes en la trilogía anterior.
El 25 de marzo de 2013, desde Nueva Zelanda y vía streaming para todo el planeta, Peter Jackson presentó en sociedad El hobbit: la desolación de Smaug.
El estreno de la película a nivel mundial se realizó el 13 de diciembre del 2013.
El primer tráiler de esta película salió el 11 de junio de 2013, mientras que el segundo salió el 1 de octubre y el tercero el 4 de noviembre.

## Argumento
La película comienza con un flashback situado 12 meses antes de la trama. Thorin Escudo de Roble, durante un viaje, se aloja en la posada El Poney Pisador de Bree, en la que se reúne casualmente con el mago Gandalf el Gris. Gandalf le advierte que alguien quiere verlo muerto, y evitar que recupere su trono del reino de Erebor. Thorin decide entonces formar una compañía para viajar a la Montaña Solitaria, aunque Gandalf le recomienda que lleve con él un saqueador. 
Doce meses después en el pie de las Montañas Nubladas, justo después de los acontecimientos de la primera película, el hobbit Bilbo Bolsón, saqueador de la Compañía de Thorin, avisa al grupo de que la manada de orcos de Azog continúa en su seguimiento, y que además ha visto un oso enorme patrullando por las colinas. Gandalf les dice que deben llegar a una casa de madera antes del anochecer o los orcos los alcanzarán. Apresuradamente, Bilbo, Gandalf y los Enanos llegan a la cabaña a tiempo de escapar del feroz oso que había visto Bilbo. 
Gandalf revela entonces que el enorme animal es el propietario de la casa, y es en realidad un cambia-pieles llamado Beorn, que a veces es hombre y otras oso. Beorn (en forma de hombre) vuelve al día siguiente, y aunque no le gustan los enanos, decide ayudarlos ya que los orcos que los persiguen acabaron con todos los de su especie. Afuera, donde los guerreros de Azog vigilan, un mensajero orco se reúne con ellos diciéndole que el Nigromante quiere convocar a Azog en Dol Guldur. Viendo que debe ir, Azog deja a su hijo Bolgo al cargo de la exterminación de Thorin y compañía.
Tomando prestados los poneys de Beorn, la Compañía de Thorin llega a la entrada del Bosque Negro. Deben cruzarlo, ya que deben llegar a la Montaña Solitaria antes del Día de Durin, y para rodearlo hay que desviarse cientos de millas. A Gandalf le inquieta la especie de enfermedad que está atacando el bosque, pues antaño era llamado el Gran Bosque Verde y era un lugar hermoso. En ese momento, Gandalf recibe un mandato de Galadriel, que le pide ir a revisar las antiguas tumbas de los Nueve. Eso obliga a Gandalf a abandonar el grupo y desearles la mejor suerte en su viaje, diciendo para tranquilizar a los enanos que se reunirá con ellos en la Montaña. Con gran pesar, los Enanos inician la travesía del Bosque Negro. Caminan con cuidado de no perder el sendero, pero rápidamente caen bajo las ilusiones y encantamientos que pesan sobre el bosque. 
Tras lo que parece ser una eternidad de viaje, Bilbo decide subir a un árbol para intentar ver algún signo de orientación por encima de la masa forestal, y tras llegar a la copa del árbol, descubre cómo las ilusiones desaparecen. Bilbo logra ver a lo lejos un lago y la Montaña Solitaria. El hobbit intenta hablar con los enanos, pero estos no responden. Segundos después, Bilbo ve moverse las copas de árboles cercanos. Se agacha para ver, pero tropieza con una telaraña y se cae, agarrándose de una supuesta rama de árbol, que en realidad resulta ser la pata de una araña gigante. Ésta asusta a Bilbo, que se suelta y cae en su red, donde la araña lo envuelve, perdiendo el sentido. Mientras la araña que lo apresó lo arrastra, Bilbo se despierta y cuando la araña está sobre él, Bilbo la apuñala con Dardo. 
Después de liberarse descubre con horror, a muchas  Arañas Gigantes que han apresado a los enanos. Sin embargo, con su espada y con la ayuda de su Anillo logra cortar las telarañas que apresan a los enanos, acabando con muchas arañas. De repente, en el fragor de la batalla, un grupo de Elfos aparecen, capitaneados por Legolas y Tauriel, que registran a los viajeros y apresan a los enanos y los conducen a una gran cueva donde reside el rey Thranduil del Bosque. Todos son encerrados en celdas, excepto Bilbo, que logra escapar gracias a que se hace invisible con su Anillo.
El rey Thranduil, que sabe que Thorin es el heredero al trono el Rey Bajo la Montaña, le ofrece ayudar a recuperar Erebor a cambio de recibir ciertas joyas que robó el dragón. Thorin se niega rotundamente porque no olvida que Thranduil no les ayudó cuando los Enanos fueron atacados por Smaug. Esto enfada al rey elfo, y ordena retener a los enanos indefinidamente. Mientras tanto, abajo en las celdas, Kíli, al que le gusta Tauriel, la entretiene con sus historias mientras monta guardia, cosa que hace que ella también empiece a sentirse atraída por el joven enano. El tiempo pasa y Thorin empieza a desesperarse cuando Bilbo aparece de la nada fuera de su celda (quitándose el Anillo), mostrando que ha quitado las llaves de las celdas al carcelero de castillo elfo, que ha bebido un vino muy fuerte. Bilbo libera a todos sus compañeros y les conduce a las bodegas, donde les ordena meterse a todos en un barril. Los enanos protestan, pero acceden finalmente al oír que los elfos han detectado su fuga. Bilbo acciona una palanca que abre una compuerta y él y trece barriles con enanos caen a una corriente subterránea que comunica con el Río del Bosque.
Pronto salen al exterior, pero la alegría dura poco cuando los elfos cierran unas compuertas en el río y para colmo, el grupo de orcos comandado por Bolgo irrumpe atacando a elfos y enanos por igual. Desde ese momento, tiene una frenética batalla de tres bandos en la que los enanos se defienden como pueden y la corriente los arrastra. Finalmente se ponen a salvo ya mucho más abajo del Río del Bosque, solo hay un herido, Kíli, que ha recibido una flecha orca en la pierna pero dice encontrarse bien. Mientras tanto, en el palacio de Thranduil, el rey elfo, su hijo Legolas y Tauriel se encuentran interrogando a uno de los orcos que han atacado. El orco responde de forma burlona, y les dice que al más joven de los Enanos de Thorin (Kíli) le han clavado una Flecha de Morgul que lo matará por dentro lentamente, declarando además de que los Elfos del Bosque no pueden hacer nada contra el Amo al que sirve. En un ataque de furia, Thranduil decapita al orco y ordena cerrar todas las puertas de palacio, ya que intuye que el Amo de los orcos puede ser el Señor Oscuro. Tauriel, sin embargo, hace caso omiso de la orden de Thranduil y huye en busca de los enanos, ya que sabe que Kíli va a morir si no se hace nada.
Mientras Thorin y Compañía descansan en un recodo el río, un hombre arquero llamado Bardo les sale al encuentro. Los enanos le dicen que son simples mercaderes, y aunque Bardo no acaba de fiarse de ellos, acepta las monedas que los enanos le ofrecen si los lleva en secreto a Esgaroth, la Ciudad del Lago, la última parada que el grupo tiene prevista antes de llegar a la Montaña. A pesar de los temores de los Enanos, Bardo no les traiciona y, navegando por el Lago Largo, les trae a la ciudad, que es de hecho donde se encuentra su casa. Aunque son vistos por algunos vecinos, Bardo les paga para que hagan la vista ciega. Los enanos se alojan así pues en casa de Bardo, en compañía de su hijo Bain y sus hijas Sigrid y Tilda. Mientras, Gandalf llega a las remotas tumbas donde yacen los nueve Nazgûl, y con temor, descubre que se encuentran vacías: algo los ha despertado. El mago convoca a Radagast y le pide que lleve un mensaje a la dama Galadriel, avisándola del descubrimiento. Gandalf, despidiéndose del despistado mago pardo, parte a Dol Guldur a investigar más sobre qué tipo de enemigo es el Nigromante y porqué todos los orcos se dirigen a la vieja fortaleza. Sabe que debe reunirse con Bilbo, Thorin y los Enanos, pero un presentimiento lo hace continuar en su investigación.
A pesar de los esfuerzos de Bardo para mantener a los enanos de Thorin en secreto, la voz corre en la Ciudad del Lago y los habitantes empiezan a creer en la profecía de que el Rey Bajo la Montaña volvería y traería grandes riquezas a la ciudad. Tales historias de grandeza no gustan nada al Gobernador de Esgaroth, que considera a Bardo como un conspirador para quitarle el puesto. Finalmente, un grupo de soldados atrapa a los enanos tras vigilar la casa de Bardo, y son conducidos a la plaza principal. Allí, Thorin cuenta sus propósitos de reconquistar la Montaña y matar al dragón Smaug, cosa que causa vitoreos de los aldeanos y que también gusta al Gobernador gracias a la oportunidad de recuperar el inmenso tesoro de Erebor. Bardo advierte de que si despiertan al dragón destruirá la ciudad y no dejará a nadie vivo, pero sus opiniones son apenas oídas. Desde ese momento, Thorin, Bilbo y el resto de enanos son tratados con gran honor. Finalmente, llega el Día de Durin y los enanos deben partir para poder encontrar a tiempo la puerta secreta de la Montaña. Thorin ordena a Kíli, que ha empeorado en su herida, que se quede en la ciudad. Óin, Fíli y Bofur también se quedan para intentar curarlo. Con esto, Thorin y su disminuida compañía parten hacia la Montaña.
Thorin y Compañía llegan al fin al pie de la Montaña Solitaria, que se alza amenazadora, nevada, y aparentemente silenciosa. El paisaje es triste y melancólico, se encuentran en la Desolación de Smaug. En una ladera, la compañía contempla las ruinas de Valle, una rica ciudad que comerciaba con Erebor que también fue destruida por el dragón. Bilbo avisa a Thorin de que Gandalf iba a esperarles en el mirador de esa ciudad derruida, pero no lo ven por ningún sitio. Un Thorin más frío de lo normal insta al grupo a apresurarse, y a encontrar el camino a la puerta secreta. Es Bilbo quien finalmente encuentra la senda, y escalándola, llegan a una especie de umbral donde según el Mapa de Thrór se encuentra la entrada secreta a la montaña. Como se dice en él, Thorin intenta encontrar alguna cerradura donde la luz poniente del sol cae sobre la pared, pero cae la noche y no ocurre nada. Desesperados, los enanos se disponen a volver cuando Bilbo encuentra la respuesta al acertijo al descubrir que la última luz del día no era la de la puesta de sol, sino la de la luna. Una puerta oculta se abre y, maravillados, los enanos penetran en su interior, emocionados por haber llegado por fin al reino de Erebor.
Pero ahora toca lo más difícil, entrar en las estancias interiores de la Montaña, algo poco alentador debido a que los enanos no saben lo que pueden encontrar allí. Finalmente el elegido para ir es Bilbo, el saqueador, a quien Thorin ordena encontrar la Piedra del Arca, la más bella de las piedras preciosas de la Montaña. Balin, que se ha encariñado con el hobbit, le acompaña durante un buen trecho por los antiguos túneles y le desea la mejor suerte al llegar a la puerta de la Sala Central. En la Ciudad del Lago, mientras tanto, la manada de orcos de Bolgo invade la población en busca de Thorin Escudo de Roble. Su ataque es neutralizado por Tauriel y Legolas, que se ha unido a ella al creer las palabras de Tauriel sobre el retorno del Enemigo. Un jinete orco, sin embargo, logra escapar por uno de los puentes de la ciudad, yendo a Dol Guldur para comunicar al Amo que Escudo de Roble ya está en la Montaña Solitaria.
En esa misma fortaleza llega Gandalf en esos momentos, y con un encantamiento deshace la ilusión a la que Dol Guldur se encuentra sometida. Ve entonces que hordas y hordas de orcos se encuentran en la fortificación, y Azog, que lo estaba esperando, se abalanza sobre él al verlo. Gandalf logra evitarlo a él y a sus orcos gracias a varios hechizos, hasta que finalmente llega en presencia del Nigromante. Este, que tiene forma de sombra negra se burla de Gandalf, aunque el mago por su parte logra protegerse de su poder creando una barrera mágica a su alrededor. Pero ni siquiera todo el poder de Gandalf logra retener al poder de la Sombra. El Nigromante cambia de forma, y se condensa para convertirse en una forma humanoide y malvada, la cual es el centro de un enorme Ojo rojo amenazante. Gandalf, atado por las tinieblas, ve con desesperación que, tal como suponía, el Nigromante es nada más y nada menos que Sauron de Mordor, el Señor Oscuro, el mayor de los males de la Tierra Media, que ha regresado. Bilbo entra en la Sala Principal del reino de Erebor, donde, impresionado, contempla cómo toda la estancia se encuentra inundada por una inmensa montaña de monedas, joyas, piedras preciosas y todo tipo de tesoros. Bilbo se dispone a buscar la Piedra del Arca, como le pidió Thorin, pero un corrimiento seguido de monedas provocado por un mal paso del hobbit acaba formando un ruido demasiado alto. Aterrorizado, Bilbo contempla cómo de debajo de la montaña de oro se levanta un enorme ser cubierto de escamas durísimas y de ojos rojos como el fuego: el dragón Smaug despierta.
Al abrir los ojos, Smaug no logra ver a Bilbo gracias a que lleva puesto el Anillo, pero es capaz de olerlo y oírlo. Con una voz intimidante, hace saber a Bilbo que sabe que está ahí. Bilbo, a pesar de tener mucho miedo, se quita el Anillo y le cuenta quién es él a Smaug mediante acertijos, cosa que gusta al dragón y lo entretiene. Durante la conversación, Bilbo logra ver la Piedra del Arca, pero no la puede alcanzar con los movimientos arrinconadores de Smaug. A pesar de los cumplidos que Bilbo le lanza al dragón, Smaug resulta más inteligente de lo que creía el hobbit y logra deducir, burlándose de Bilbo, que forma parte de un grupo de enanos capitaneados por Thorin Escudo de Roble para intentar reconquistar la Montaña. El olor de Bilbo denota olor enano, y Smaug ya esperaba algún intento de revuelta por algún enano incauto. Para acabar, Smaug lanza una gran llamarada de fuego, pero Bilbo logra esquivarla volviéndose invisible con el Anillo. En ese momento, Thorin y los enanos entran en la sala, donde Smaug los ve y confirma sus sospechas. Como no pueden defenderse de él en ese espacio, intentan refugiarse en pasillos de Erebor más pequeños. Allí algunos enanos proponen ir a las minas y aguantar, ya que el dragón no podrá atacarles por allí. Pero a Thorin no le gusta ese plan, y quiere acabar con el dragón sea como sea, para cumplir su venganza en nombre de todo el pueblo Enano. Para ello, traza un plan y los enanos deben dividirse en varios grupos, reuniéndose todos en la Zona de Forja.
Mientras tanto, en la Ciudad del Lago, Kíli se encuentra agonizando por el veneno de la flecha de Morgul. Tauriel, que estaba buscándolo, se encuentra con Bofur, que ha encontrado Athelas (o Hojas de Reyes) para intentar curar al enano. Con la ayuda de Fíli, Óin, Bofur, Sigrid y Tilda, Tauriel pronuncia las palabras adecuadas para sanar la herida envenenada. Kíli rejuvenece, y cree que ve a Tauriel en sueños. En el interior de la Montaña, los enanos se han reunido ya en las forjas, pero Smaug también los ha encontrado a ellos. De forma muy rápida, Thorin y compañía encienden las antiguas fundiciones con ayuda, en parte, del fuego de Smaug, que se encuentra ocupado intentando echar abajo una pared para poder alcanzar a los enanos. Smaug finalmente entra en la sala, cuando de las vagonetas los enanos echan oro para fundirlo y conducirlo por los canales del suelo. El dragón va a por Thorin, pero el heredero de Thrór esquiva sus ataques. El combate se traslada a la Sala de la Entrada, donde se encuentra Bilbo. Smaug, muy enfadado por lo que están haciendo los enanos, relaciona a los enanos con los hombres de la Ciudad del Lago. Bilbo le ruega a Smaug que no ataque la ciudad, ya que sus habitantes no tienen la culpa, pero el dragón se ríe de él diciéndole que le permitirá ver cómo mueren.
En ese momento, Thorin y los enanos entran en la sala subidos en un gran bloque de piedra, que es partido para mostrar una gigantesca estatua dorada de Thrór hecha del oro que han encendido en la forja. Thorin desafía a Smaug diciendo que van a tomar su venganza, y acto seguido los enanos sueltan las fijaciones para que todo el oro fundido de la estatua caiga sobre Smaug. Con un grito, Smaug es enterrado por una masa dorada de metal líquido. Cuando parece que el dragón ha sido derrotado para siempre, un temblor se produce y Smaug, ahora dorado, se alza de la masa de oro como si nada hubiera pasado, gracias a la protección de sus escamas. Furioso por el intento de venganza de Thorin, les dice a los enanos que les mostrará cómo es realmente una venganza antes de volver para matarlos. Y con esto, Smaug atraviesa la puerta principal de Erebor, haciéndola pedazos, y se dirige hacia la Ciudad del Lago, dispuesto a consumar su venganza. La película termina con una frase de Bilbo lamentándose: «¿Qué hemos hecho...?».

## Reparto

### Compañía de Thorin
- Martin Freeman como el hobbit Bilbo Bolsón.
- Ian McKellen como el mago Gandalf el Gris.
- Richard Armitage como el enano Thorin Escudo de Roble.
- Ken Stott como el enano historiador Balin, canoso y de barba bifurcada; hermano de Dwalin.
- James Nesbitt como el enano Bofur, con mostachos y sombrero de pirata.
- Graham McTavish como el enano Dwalin, con tatuaje en la calva; hermano de Balin.
- William Kircher como el enano Bifur, con un hacha clavada en el cráneo.
- Stephen Hunter como el obeso enano Bombur.
- Mark Hadlow como el enano Dori, muy canoso, con la barba corta y trenzada.
- Jed Brophy como el enano Nori, con el cabello y la barba peinados en tres puntas como una estrella.
- Adam Brown como el enano más joven, Ori, de ojos redondos.
- John Callen como el enano Oin, hijo de Groin, con el bigote canoso trenzado con la barba.
- Peter Hambleton como el enano Gloin, con barba y cabellos muy largos color café.
- Dean O'Gorman como el joven enano rubio Fili, de rasgos humanos.
- Aidan Turner como el joven enano moreno Kili, de rasgos humanos.
- Antony Sher como Thrain.

### Elfos Sindar
- Orlando Bloom como el elfo Legolas.
- Evangeline Lilly como la elfa silvana Tauriel.[nota 1]
- Lee Pace como Thranduil, rey de los elfos del Bosque Negro.

### Gente de "la Ciudad del Lago"
- Luke Evans como el hombre Bardo el Arquero, y como su antepasado Girion, el hombre protector de la ciudad que destruyó el dragón Smaug.
- Stephen Fry como el gobernador de Esgaroth (Laketown, la Ciudad del Lago).
- Ryan Gage como el obsecuente recaudador de peaje Alfrid.[nota 1]
- John Bell como el hombre Bain, el hijo de Bardo.
- Peggy Nesbitt como Sigrid, la hija de Bardo.
- Mary Nesbitt como Tilda, la hija de Bardo.
- Ray Henwood como pescador anciano.
- Tim Gordon como el stallkeeper
- Stephen Colbert como espía en la Ciudad del Lago.
- Evelyn McGee como espía en la Ciudad del Lago.
- Peter Colbert como espía en la Ciudad del Lago.
- John Colbert como espía en la Ciudad del Lago.
- Norman Kali como espía en la Ciudad del Lago.
- Carter Nixon como espía en la Ciudad del Lago.
- Zane Weiner como espía en la Ciudad del Lago.
- Christopher Winchester como poblador de la Ciudad del Lago (sin acreditar).
- Liz Merton como pobladora de la Ciudad del Lago (sin acreditar).
- Jabez Olssen como vendedor de pescado.

### Antagonistas
- Benedict Cumberbatch como el dragón Smaug el Terrible y El Nigromante.
- Manu Bennett como el pálido orco Azog el Profanador, al que le falta un brazo.
- Lawrence Makoare como el orco gigante Bolgo (que en la película anterior fue interpretado por el actor Conan Stevens).
- Ben Mitchell como Narzug
- Stephen Ure como Fimbul
- Allan Smith como orco subordinado

### Otros
- Cate Blanchett como la elfa Galadriel.
- Mikael Persbrandt como el hombre beórnida Beorn.
- Sylvester McCoy como el mago Radagast el Pardo, amigo de los animales.
- Sir Antony Sher como el rey Thráin II.
- Craig Hall como Galion
- Robin Kerr como Elros
- Eli Kent como Lethuin
- Simon London como Feren
- Brian Sergent como la voz de una araña.
- Peter Vere-Jones como la voz de una araña.
- Mark Mitchinson como Braga
- Kelly Kilgour como Soury
- Sarah Peirse como Hilda Blanca
- Nick Blake como Percy
- Dallas Barnett como Bill Ferny Snr
- Matt Smith como Squint
- Katie Jackson como Betsy Butterbur
- Richard Whiteside como Butterbur Snr
- Greg Ellis como Net Mender

### Cameos
- Jeffrey Thomas como el rey Thror (sin acreditar).
- Peter Jackson como Albert Dreary (sin acreditar).
- Terry Notary como duende (sin acreditar).

## Producción
La mayor parte del rodaje se terminó en julio de 2012. Pero durante mayo de 2013 se realizó en Nueva Zelanda un rodaje adicional de 10 semanas para la película y la tercera parte.

### Música
La banda sonora de El hobbit: la desolación de Smaug fue compuesta por Howard Shore, asociado con el equipo de escritores de Nueva Zelanda. La amplia mayoría de las pistas fueron interpretadas por la Orquesta Sinfónica de Nueva Zelanda, excepto unas pocas que se hicieron con la Orquesta Sinfónica de Londres. El álbum original de la banda sonora de la película fue lanzado el 10 de diciembre de 2013, para coincidir con el estreno de la película.
El cantautor inglés Ed Sheeran escribió y grabó la canción «I See Fire», la cual suena durante los créditos.
La canción fue publicada en iTunes el 5 de noviembre de 2013.
Edición estándar
| Disco 1 |                                |          |  |
| N.º     | Título                         | Duración |  |
| 1.      | «The Quest for Erebor»         | 3:22     |  |
| 2.      | «Wilderland»                   | 4:56     |  |
| 3.      | «The House of Beorn»           |          |  |
| 4.      | «Mirkwood»                     |          |  |
| 5.      | «Flies and Spiders»            |          |  |
| 6.      | «The Woodland Realm»           |          |  |
| 7.      | «Feast of Starlight»           | 2:48     |  |
| 8.      | «Barrels Out of Bond»          | 1:50     |  |
| 9.      | «The Forest River»             |          |  |
| 10.     | «Bard, a Man of Lake-Town»     |          |  |
| 11.     | «The High Fells»               |          |  |
| 12.     | «The Nature of Evil»           | 3:20     |  |
| 13.     | «Protector of the Common Folk» | 3:35     |  |

| Disco 2 |                                                        |          |  |
| N.º     | Título                                                 | Duración |  |
| 1.      | «Thrice Welcome»                                       | 3:33     |  |
| 2.      | «Girion, Lord of Dale»                                 |          |  |
| 3.      | «Durin's Folk»                                         |          |  |
| 4.      | «In the Shadow of the Mountain»                        | 2:15     |  |
| 5.      | «A Spell of Concealment»                               |          |  |
| 6.      | «On the Doorstep»                                      | 7:46     |  |
| 7.      | «The Courage of Hobbits»                               | 3:00     |  |
| 8.      | «Inside Information»                                   | 3:48     |  |
| 9.      | «Kingsfoil»                                            | 2:25     |  |
| 10.     | «A Liar and a Thief»                                   | 3:41     |  |
| 11.     | «The Hunters»                                          |          |  |
| 12.     | «Smaug»                                                |          |  |
| 13.     | «My Armor Is Iron»                                     | 5:16     |  |
| 14.     | «I See Fire» (Compuesto e interpretado por Ed Sheeran) | 5:00     |  |
| 15.     | «Beyond the Forest»                                    | 5:25     |  |

Edición especial
Los dos discos de la edición especial contienen un tema nuevo y doce temas extendidos.

| Disco 1 |                                               |          |  |
| N.º     | Título                                        | Duración |  |
| 1.      | «The Quest for Erebor»                        | 3:22     |  |
| 2.      | «Wilderland»                                  | 4:56     |  |
| 3.      | «A Necromancer» (Bonus Track)                 | 2:54     |  |
| 4.      | «The House of Beorn» (Extended Version)       | 4:52     |  |
| 5.      | «Mirkwood» (Extended Version)                 | 5:31     |  |
| 6.      | «Flies and Spiders» (Extended Version)        | 9:35     |  |
| 7.      | «The Woodland Realm» (Extended Version)       | 5:14     |  |
| 8.      | «Feast of Starlight»                          | 2:48     |  |
| 9.      | «Barrels Out of Bond»                         | 1:50     |  |
| 10.     | «The Forest River» (Extended Version)         | 5:10     |  |
| 11.     | «Bard, a Man of Lake-Town» (Extended Version) | 3:18     |  |
| 12.     | «The High Fells» (Extended Version)           | 3:38     |  |
| 13.     | «The Nature of Evil»                          | 3:20     |  |
| 14.     | «Protector of the Common Folk»                | 3:35     |  |

| Disco 2 |                                                        |          |  |
| N.º     | Título                                                 | Duración |  |
| 1.      | «Thrice Welcome»                                       | 3:33     |  |
| 2.      | «Girion, Lord of Dale» (Extended Version)              | 4:15     |  |
| 3.      | «Durin's Folk» (Extended Version)                      | 3:04     |  |
| 4.      | «In the Shadow of the Mountain»                        | 2:15     |  |
| 5.      | «A Spell of Concealment» (Extended Version)            | 3:22     |  |
| 6.      | «On the Doorstep»                                      | 7:46     |  |
| 7.      | «The Courage of Hobbits»                               | 3:00     |  |
| 8.      | «Inside Information»                                   | 3:48     |  |
| 9.      | «Kingsfoil»                                            | 2:25     |  |
| 10.     | «A Liar and a Thief»                                   | 3:41     |  |
| 11.     | «The Hunters» (Extended Version)                       | 9:55     |  |
| 12.     | «Smaug» (Extended Version)                             | 6:29     |  |
| 13.     | «My Armor Is Iron»                                     | 5:16     |  |
| 14.     | «I See Fire» (Compuesto e interpretado por Ed Sheeran) | 5:00     |  |
| 15.     | «Beyond the Forest»                                    | 5:25     |  |

## Distribución

### Mercadotecnia
Peter Jackson ha proporcionado los primeros detalles sobre la segunda película en la serie en un evento en vivo hecho el 24 de marzo de 2013.
El código de acceso estaba adjunto a las ediciones de DVD de El hobbit: un viaje inesperado.
La emisión del evento en vivo reveló algunos detalles de la trama; Jackson dijo que el rol de Tauriel, desempeñado por Evangeline Lilly, forma parte de la guardia élfica y es una guardaespaldas del rey elfo Thranduil.
Además, reveló una escena de la película en la que Gandalf el Gris y Radagast el Pardo buscan a la fortaleza del Nigromante y descubren que los Nazgûl han sido liberados de sus tumbas.
El primer tráiler de la película fue estrenado el 11 de junio de 2013.
El 4 de noviembre de 2013, un tráiler/adelanto extra de 3 minutos fue estrenado y reveló metraje nuevo y principales puntos de la trama.
El 4 de noviembre de 2013, un evento especial de los fanes en línea en vivo de La desolación de Smaug, presentado por Anderson Cooper en Nueva York, fue llevado a cabo a través de once ciudades diferentes con Peter Jackson, Jed Brophy, Evangeline Lilly, Lee Pace, Orlando Bloom, Luke Evans, Andy Serkis y Richard Armitage, entre otros.

### Estreno en cines
El estreno de la película está programado internacionalmente a partir del 11 de diciembre de 2013, por ejemplo, el 13 de diciembre en España y Estados Unidos. Como parte de un acuerdo entre la Warner Bros. y New Line Cinema, el estreno mundial de la película no se celebró en Wellington (Nueva Zelanda), como la primera película, sino en Los Ángeles, el 2 de diciembre de 2013.

### Ediciones para el mercado doméstico
La versión cinematográfica de la película será editada para el mercado doméstico en marzo de 2014 en Estados Unidos y el 8 de abril del mismo año en España. Para esta versión se editarán dos ediciones «todo en uno» (una estándar y otra limitada) y una tercera en 3D. Las ediciones «todo en uno» contendrán el film en formato blu-ray + DVD + copia digital. En el caso de la edición limitada incluirá además un set de postales. Por su parte, la edición en 3D constará de blu-ray 3D + blu-ray + copia digital.
La versión extendida no se publicará hasta finales de año.

## Crítica
La web Rotten Tomatoes la aprueba con un 75 % de los votos y le otorga una puntuación de 6,9 sobre 10 basándose en 206 críticas que recopila de otros medios, superando a la primera entrega.
Metacritic le da 66 puntos sobre 100 sobre la base de 44 críticas de otros medios especializados.
IMDb le da 8,2 teniendo en cuenta las valoraciones de más de 200 000 usuarios.
Por su parte, FilmAffinity la puntúa con un 6,9 sobre 10 sobre la base de las opiniones de más de 38 000 usuarios.
En cuanto a las críticas positivas, la revista cinéfila Empire afirma: «La Tierra Media ha recuperado su encanto. Una gran mejora respecto a la entrega anterior, esta lleva a nuestros aventureros hacia un territorio desconocido y ofrece espectáculo a toneladas». Por su parte, The Hollywood Reporter opina que: «Después de exhibir una fidelidad casi cobarde hacia su fuente en la primera entrega, Jackson consigue poner el drama en marcha desde el principio con un sentido de la narración que posee un propósito y una energía palpables». Otros como Telegraph la critican negativamente destacando su escasa fidelidad con la novela; «Tal vez esto realmente es lo que mucha gente espera de una versión cinematográfica de El hobbit, pero vamos: por lo menos a aceptar que Tolkien probablemente no habría sido uno de ellos». Tampoco convenció a los críticos de El País: «Los problemas de la primera entrega se acentúan en la segunda (...) todas [las escenas] parecen funcionar con la mecánica desesperante del tutorial de un videojuego o de la animática para una futura atracción de parque temático».

## Premios y nominaciones
| Premio                             | Categoría                                    | Nominado(s)                                                        | Resultado |
| ---------------------------------- | -------------------------------------------- | ------------------------------------------------------------------ | --------- |
| Premios Óscar                      | Mejor sonido                                 | Tony Johnson, Christopher Boyes, Michael Hedges y Michael Semanick | Nominados |
| Premios Óscar                      | Mejor montaje de sonido                      | Brent Burge y Chris Ward                                           | Nominados |
| Premios Óscar                      | Mejores efectos visuales                     | Joe Letteri, Eric Saindon, David Clayton y Eric Reynolds           | Nominados |
| Premios BAFTA                      | Mejores efectos visuales                     | Joe Letteri, Eric Saindon, David Clayton y Eric Reynolds           | Nominados |
| Premios BAFTA                      | Mejor maquillaje                             |                                                                    | Nominados |
| Premios Satellite                  | Mejor canción original                       | Ed Sheeran                                                         | Nominados |
| Premios Soundtrack Geek            | Mejor Música de 2013                         |                                                                    | Ganadora  |
| Premios Soundtrack Geek            | Mejor Música de Fantasía/Ciencia ficción     |                                                                    | Ganadora  |
| Sociedad de Efectos Visuales (VES) | Mejor Personaje Animado de 2013 (por Smaug). | Eric Reynolds, David Clayton, Myriam Catrin y Guillaume Francois   | Ganadora  |
| Premios Empire                     | Mejor película                               |                                                                    | Nominados |
| Premios Empire                     | Mejor película fantástica o ciencia ficción  |                                                                    | Ganadora  |
| Premios Empire                     | Mejor director                               | Peter Jackson                                                      | Nominados |
| Premios Empire                     | Mejor actor                                  | Martin Freeman                                                     | Nominados |
| Premios Empire                     | Mejor actor de reparto                       | Richard Armitage                                                   | Nominados |
| Premios Empire                     | Mejor actriz de reparto                      | Evangeline Lilly                                                   | Nominados |
| Premios Empire                     | Mejor actor revelación                       | Aidan Turner                                                       | Ganadora  |
| Premios Saturn                     | Mejor Película de Fantasía                   |                                                                    | Nominados |
| Premios Saturn                     | Mejor Director                               | Peter Jackson                                                      | Nominados |
| Premios Saturn                     | Mejor Guion                                  | Peter Jackson, Fran Walsh, Philippa Boyens y Guillermo del Toro    | Nominados |
| Premios Saturn                     | Mejor Actriz de Reparto                      | Evangeline Lilly                                                   | Nominados |
| Premios Saturn                     | Mejor Música                                 | Howard Shore                                                       | Nominados |
| Premios Saturn                     | Mejor Diseño de Producción                   | Dan Hennah                                                         | Ganadora  |
| Premios Saturn                     | Mejor Maquillaje                             | Peter King, Richard Taylor y Rick Findlater                        | Nominados |
| Premios Saturn                     | Mejores Efectos Visuales                     | Joe Letteri, Eric Saindon, David Clayton y Eric Reynolds.          | Nominados |
| Critics' Choice Movie Awards       | Mejor dirección artística                    | Dan Hennah, Ra Vincent                                             | Nominados |
| Critics' Choice Movie Awards       | Mejores efectos visuales                     | Joe Letteri, Eric Saindon, David Clayton y Eric Reynolds           | Nominados |
| Critics' Choice Movie Awards       | Mejor vestuario                              | Bob Buck, Lesley Burkes-Harding, Ann Maskrey, Richard Taylor       | Nominados |
| Critics' Choice Movie Awards       | Mejor maquillaje                             |                                                                    | Nominados |
| Critics' Choice Movie Awards       | Mejor actriz - Acción                        | Evangeline Lilly                                                   | Nominados |